# Chuck McKinley
Charles Robert „Chuck“ McKinley (* 5. Januar 1941 in St. Louis, Missouri; † 10. August 1986 in Dallas, Texas) war ein US-amerikanischer Tennisspieler.

## Leben
Im Jahr 1961 erreichte McKinley zum ersten Mal das Finale von Wimbledon, wo er sich dem Australier Rod Laver geschlagen geben musste. 1963 gelang ihm der Sieg im Herreneinzel, als er im Finale den Australier Fred Stolle besiegte. Im Turnierverlauf gab er keinen Satz ab. Auf dem Weg ins Finale bezwang er unter anderem Cliff Drysdale und Arthur Ashe.
Im Doppel feierte er hauptsächlich mit seinem Landsmann Dennis Ralston Erfolge. Zwischen 1961 und 1964 erreichte die Paarung viermal in Folge das Finale der US Open und 1961, 1963 und 1964 konnten sie die Finalpartien für sich entscheiden. Zwischen 1961 und 1964 war er stets Teil der Top 5 der Weltrangliste und 1963 führte er diese erstmals an. Zwischen 1960 und 1966 war er zudem einer der US-amerikanischen Top-10-Spieler.
Zwischen 1960 und 1965 spielte er für die US-amerikanische Davis-Cup-Mannschaft in 16 Begegnungen. Er gewann 29 seiner 38 Partien. Im Jahr 1963 gewann das Team unter seiner Beteiligung den Davis-Cup-Titel gegen die australische Mannschaft.
Ab 1965 reduzierte er seine Zeit auf dem Tennisplatz und begann in New York City als Makler zu arbeiten. Bis Mitte der 1970er Jahre spielte er noch vereinzelt Turniere, beispielsweise die US Open. Ab 1970 trat er hauptsächlich im Doppel an der Seite verschiedener Partner an, sein letztes Turnier spielte er 1976.
Er starb 1986 an einem Hirntumor im Alter von 45 Jahren. Einen Monat vor seinem Tod wurde McKinley in die International Tennis Hall of Fame aufgenommen.

## Erfolge bei Grand-Slam-Turnieren

### Einzel

#### Turniersiege
| Nr. | Datum         | Turnier                 | Belag | Finalgegner | Ergebnis      |
| --- | ------------- | ----------------------- | ----- | ----------- | ------------- |
| 1.  | 24. Juni 1963 | Wimbledon Championships | Rasen | Fred Stolle | 9:7, 6:1, 6:4 |

#### Finalteilnahmen
| Nr. | Datum         | Turnier                 | Belag | Finalgegner | Ergebnis      |
| --- | ------------- | ----------------------- | ----- | ----------- | ------------- |
| 1.  | 26. Juni 1961 | Wimbledon Championships | Rasen | Rod Laver   | 3:6, 1:6, 4:6 |

### Doppel

#### Turniersiege
| Nr. | Datum             | Turnier                | Belag | Doppelpartner  | Finalgegner                   | Ergebnis                 |
| --- | ----------------- | ---------------------- | ----- | -------------- | ----------------------------- | ------------------------ |
| 1.  | 1. September 1961 | U.S. Championships (1) | Rasen | Dennis Ralston | Rafael Osuna Antonio Palafox  | 6:3, 6:4, 2:6, 13:11     |
| 2.  | 28. August 1963   | U.S. Championships (2) | Rasen | Dennis Ralston | Rafael Osuna Antonio Palafox  | 9:7, 4:6, 5:7, 6:3, 11:9 |
| 3.  | 2. September 1964 | U.S. Championships (3) | Rasen | Dennis Ralston | Mike Sangster Graham Stilwell | 6:3, 6:2, 6:4            |

#### Finalteilnahmen
| Nr. | Datum           | Turnier            | Belag | Doppelpartner  | Finalgegner                  | Ergebnis                  |
| --- | --------------- | ------------------ | ----- | -------------- | ---------------------------- | ------------------------- |
| 1.  | 31. August 1962 | U.S. Championships | Rasen | Dennis Ralston | Rafael Osuna Antonio Palafox | 4:6, 12:10, 1:6, 9:7, 6:3 |